# Giulia Berna
Giulia Berna (Senigallia, 1871-1957) fue una maestra y sufragista italiana, activista de los derechos de la mujer, conocida por ser la líder de las diez maestras de Senigallia, que obtuvo por primera vez el derecho al voto en Italia con la "sentencia Mortara" del 25 de julio de 1906.

## Biografía
El 25 de julio de 1906, la "Sentencia Mortara" del Tribunal de apelación de Ancona estableció el derecho de voto para las diez maestras de Senigallia. El asunto duró 10 meses, pero Giulia Berna se involucró activamente durante toda su vida por los derechos de la mujer: por un salario y un horario de trabajo justos, por la protección en el lugar de trabajo y el tratamiento de la pensión.
Su marido fue Joachim Bern, alcalde de Senigallia. 
El episodio se recogió en el libro Storia delle prime dieci elettrici italiane di Marco Severini (Diez mujeres. Historia de las primeras diez votantes italianas, en español) de Marco Severini.
En 2017, el municipio de Senigallia la nombró la Circonvallazione de Montignano.